# Scipione Lancellotti
Scipione Lancellotti  (Roma, desembre de 1527 – 2 de juny de 1598) va ser un cardenal italià.
Scipione era fill Orazio Lancellotti, metge del papa Juli II i d'Antonia Aragonia; va ser oncle del cardenal Orazio Lancellotti. Va estudiar a la Universitat de Bolonya, on va doctorar in utroque iure. Jurista pontifici, va absoldre nombroses missions als monarques europeus durant el Concili de Trento.
El 1565 fou nomenat auditor de la Sacra Rota.
El papa Gregori XIII el va elevar al Col·legi cardenalici al consistori del 12 de desembre 1583, amb el títol de cardenal prevere de San Simeone profeta (títol posteriorment suprimit per Sixt V, que el va substituir per cardenal prevere de San Salvatore in Lauro.
Va morir el 2 de juny de 1598 a l'edat de 71 anys, sent enterrat a la capella de Sant Francesc de la basílica de Sant Joan del Laterà.

## Conclaves
Durant el seu període de cardenalat Scipione Lancellotti participà en els següents conclaves:
- conclave de 1585, que elegí el papa Sixt V
- conclave de setembre de 1590, que elegí el Urbà VII
- conclave d'octubre-desembre de 1590, que elegí el papa Gregori XIV
- conclave de 1591, que elegí el papa Innocenci IX
- conclave de 1592, que elegí el papa Climent VIII